# Flagge Montanas

Flagge von Montana

Die Flagge des US-Bundesstaats Montana wurde 1905 angenommen.

## Siegel
Sie zeigt das Siegel Montanas zentriert auf blauem Grund. Innerhalb des Siegels liegen ein Pflug, eine Schaufel und eine Spitzhacke in einem Feld vor den Great Falls des Missouri Rivers. Auf dem Banner steht das Motto des Bundesstaats: „Oro y plata“ (Spanisch für „Gold und Silber“).

## Geschichte
Die aktuelle Flagge wurde 1905 angenommen und das Wort „Montana“ oberhalb des Siegels wurde 1981 hinzugefügt. 1985 wurde die Flagge abermals verändert, um die Schriftart von „Montana“ festzulegen. Bevor sie als Staatsflagge angenommen wurde, wurde sie bereits als Truppenfahne von Freiwilligenverbänden aus Montana im Spanisch-Amerikanischen Krieg von 1898 benutzt.

## Trivia
In einer 2001 durchgeführten Internet-Abstimmung der North American Vexillological Association (des Nordamerikanischen Flaggenkunde-Verbands) wurde diese Flagge unter den zehn schlechtesten Flaggen der US-Bundesstaaten und kanadischen Provinzen auf den drittletzten Platz gewählt.